# Требия
Требия (на италиански: Trebbia) е река в Северозападна Италия. Извира от лигурските Апенини североизточно от Генуа и е дълга 115 km. Влива се в реката По до Пиаченца в Емилия-Романя.
Река Требия и в древността се казва Trebia и на нея през втората пуническа война през декември 218 пр.н.е. Ханибал побеждава римляните (Битка при Требия).
Втората битка на Требия e по време на Наполеоновите войни. Тя се състои на 18 юни 1799 във втората съюзническа война, в която руски и австрийски войски изгонват френските войски от Горна Италия и разбиват френските дъщерни републики. За главнокомандващ на руско-австрийския контингент на 24 февруари 1799 е назначен Александър Василиевич Суворов.